# Pila (Perugia)
Pila è una frazione del comune di Perugia (PG).
Il borgo si trova a 12 km a sud-ovest di Perugia, lungo la strada delle Settevalli a 395 m s.l.m.. Il territorio si estende su una superficie di 10 km² ed è popolato da 2.145 abitanti.

## Storia
Ritrovamenti archeologici e resti di strutture murarie permettono di datare la fondazione dell'abitato di Pila all'età etrusco-romana. In particolare, la statua etrusca (alta 1,80 m) in bronzo, detta l'arringatore, conservata al Museo Archeologico di Firenze, risale al I secolo a.C. e rappresenta il personaggio di Aule Metele che si rivolge alla folla: fu rinvenuta da un contadino nel 1556 (alcune fonti storiche dicono che il rinvenimento non sia avvenuto a Pila, bensì a Tuoro sul Trasimeno), poi acquistata dall'orafo Giulio Danti ed infine donata al Gran Duca di Firenze. Inoltre, sono state rinvenute un certo numero di tombe e tumuli in pietra, risalenti all'epoca romana: proprio da queste costruzioni sembrerebbe derivare il nome del paese (pilae in latino).
Nel Medioevo, la costruzione del castello di Pila (castrum plani pilae, probabilmente nelle vicinanze ed a difesa di un paio di monasteri) dovette servire come punto di osservazione e di controllo per l'intero territorio ad ovest di Perugia. Il castello passò, nel XVI secolo, al cardinale Francesco Armellini de' Medici e poi alla famiglia della Penna.

## Società

### Evoluzione demografica
L'area è stata interessata da una fortissima crescita demografica. È passata dai 1.351 abitanti del 2001 ai 2.754 del 2011.

## Economia e manifestazioni
Inserita nel contesto della verde campagna perugina, il territorio di Pila fornisce un gran numero di prodotti agricoli ai mercati del circondario. In particolare, la produzione di vini derivati da Sangiovese, Trebbiano e Grechetto è ben rappresentata dalle cantine Goretti, che hanno raggiunto un discreto successo commerciale. Da ricordare la presenza di alcune attività commerciali destinate alla vendita al dettaglio di abbigliamento e calzature, note in tutto il comune.
A partire dal 1976, nel mese di giugno, si tiene la Sagra della Torta al testo e, solo più recentemente, la Sagra del peperoncino.

## Monumenti e luoghi d'arte
- Villa Umbra (XIV secolo), costruita sugli ultimi resti e rudimenti dell'antico castello, posto in età medievale a guardia dell'insediamento di Pila: nel prospetto orientale sono ancora visibili le tracce del castello. Fu distrutto e riedificato in villa di stile toscano dal Cardinale Armellini. Nel XVII secolo Adriano della Penna la restaurò costruendo la cappella ancora visibile in parte con il suo campanile e dipinse gli interni. Nel 1948 tutto ciò andò perso, poiché venne trasformato in sanatorio. Dopo un periodo di abbandono negli anni '70, la villa venne acquistata dalla Provincia di Perugia nel 1984 ed adibita a scuola di alta specializzazione per funzionari della pubblica amministrazione, la Scuola Umbra di Amministrazione Pubblica che comprende vari indirizzi di studio e corsi, oltre ad ospitare congressi e progetti inerenti all'amministrazione della regione.
- Chiesa parrocchiale (1898), costruita in stile pseudo-gotico sui resti della vecchia chiesa risalente al XVI secolo. Al suo interno sono custoditi diversi altari di pregevole fattura ed un crocifisso ligneo del Cinquecento. Le mura sono abbellite da vetrate policrome fuse agli inizi del Novecento dal pittore perugino Giuseppe Pennacchi.
- Chiesetta di S. Lorenzino.
- Chiesa di S. Ilario (fine XVI secolo);
- Chiesa della Madonna della Croce del Trebbio (XIX secolo), una cappella funeraria in pietra di travertino posta lungo la strada principale;
- Pozzo etrusco-romano, danneggiato durante la seconda guerra mondiale e ricostruito nel 2005.
- Villa Torre (XV secolo), costruita sui resti di una torre di avvistamento. Nel XVII secolo appartenne ai Monaldi e poi ai Guardabassi. Questi ultimi ne modificarono l'aspetto, facendola assomigliare ad una fattoria in stile toscano.
- Villa torre Pino (XVII secolo), con la cappella di Santa Maria Maddalena del Pino.

## Sport

### Associazioni sportive
- Pila calcio

### Impianti sportivi
- Centro di vita associativa